# Puffball Islands
Die Puffball Islands (englisch für Bovistinseln, in Argentinien Islotes Bejin, in Chile Islotes Litten) sind eine Gruppe verstreuter, kleiner, niedriger und zumeist vereister Inseln und Klippenfelsen vor der Fallières-Küste des Grahamlands auf der Antarktischen Halbinsel. Sie erstrecken sich über eine Länge von 16 km in nordost-südwestlicher Richtung. Ihr Zentrum liegt 37 km nordnordöstlich des Kap Jeremy.
Der Falkland Islands Dependencies Survey nahm bei einem Besuch im Jahr 1948 die ersten Vermessungen und die Benennung vor. Ihr Name ist angelehnt an denjenigen von Mushroom Island 22 km nordöstlich dieser Gruppe. Der Hintergrund der argentinischen Benennung ist nicht überliefert. Chilenische Wissenschaftler benannten sie in Anlehnung an die Benennung der größte der Inseln als Islote Litten durch argentinische Wissenschaftler. Deren Namensgeber ist der Seemann Jacobo Litten, der am 30. Juli 1826 bei einer Seeschlacht des argentinischen Unabhängigkeitskrieges an Bord der Fregatte 25 de Mayo getötet wurde.